# Harry Jefferson
Harry Wyndham Jefferson (Mumbai, 17 november 1849 - Minehead 23 juni 1918) was een Brits zeiler.
Jefferson behaalde tijdens de Olympische Zomerspelen 1900 de titel in de 3-10 ton klasse.

## Resultaten

### Olympische Zomerspelen
| Jaar | Plaats | Resultaten      |
| ---- | ------ | --------------- |
| 1900 | Parijs | 3-10 ton klasse |